# RUS Loyers
RUS Loyers is een Belgische voetbalclub uit Loyers. De club is aangesloten bij de KBVB met stamnummer 5160 en heeft blauw en wit als kleuren.

## Geschiedenis
De club werd opgericht in 1949 en sloot zich aan bij de Belgische Voetbalbond. Men ging er spelen in de provinciale reeksen. De eerste jaren verhuisde Loyers meermaals van terrein. In 1973 ging de club zich definitief vestigen op de Rue des Comognes, waar in de jaren 80 ook een lichtinstallatie kwam.
US Loyers speelde bereikt in 1956 Tweede Provinciale, waar men tot 1981 bleef spelen. Daarna zakte men naar Derde Provinciale, tot men begin jaren 90 een succesperiode kende. In 1992 eindigde men als tweede in zijn reeks in Derde Provinciale en promoveerde men naar Tweede Provinciale. Loyers bleef succes kennen en behaalde daar in 1993 meteen de titel, en stootte zo na een seizoen al door naar Eerste Provinciale, het hoogste provinciale niveau. Deze promotie noodzaakte de club om werken uit te voeren aan haar terreinen: de maximaal toegelaten hellingsgraad in Eerste Provinciale was twee meter, terwijl het terrein van Loyers een helling van vijf meter had. Men kon het terrein conform de richtlijnen maken tegen 1995, maar ondertussen was de club alweer gedegradeerd en de daaropvolgende seizoenen meteen verder weggezakt naar Vierde Provinciale, het allerlaagste niveau.
In 1998 werd Loyers tweede in zijn reeks in Vierde Provinciale en keerde men weer terug in Derde Provinciale, waar men zich de volgende jaren zou handhaven. In 2002 zakte men nog even, maar de volgende seizoenen kende de club sportief een heropleving en klom weer op naar Tweede Provinciale. Ook in Tweede Provinciale haalde men goede resultaten en in 2009 behaalde men er een plaats in de eindronde, weliswaar zonder succes. Een jaar later kende RUS Loyers wel succes. Men behaalde in 2010 immers de titel in Tweede Provinciale en promoveerde zo nogmaals naar Eerste Provinciale. In april 2010 overleed een 18-jarige jeugdspeler van RUS Loyers tijdens een wedstrijd van de provinciale junioren, na contact met de doelman van de tegenpartij.
Ditmaal kon RUS Loyers zich wel handhaven op het hoogste provinciale niveau en eindigde er het eerste seizoen in de subtop. Vanaf 2011 stelde de club ook een tweede elftal op, dat in de laagste provinciale reeks van start ging. In 2012 behaalde Loyers ook in Eerste Provinciale al een plaats in de eindronde, waar men echter werd uitgeschakeld. Ook in 2014 haalde men de eindronde, opnieuw zonder succes. Een seizoen later kende RUS Loyers wel succes en behaalde de titel in Eerste Provinciale. De club promoveerde zo in 2015 voor het eerst in haar bestaan naar de nationale reeksen.

### Damesploeg
RUS Loyers heeft ook een sterke damesploeg, die meedraait in 2e Nationale sinds 2019, en erin slaagde om in het seizoen 2024/25 in 1e Nationale te spelen. 

## Resultaten Heren
| Seizoen | Klasse | Klasse | Klasse | Klasse | Klasse | Klasse | Klasse | Klasse | Klasse | Reeks                                                    | Punten                                                   | Opmerkingen                                                                       |
|         | I      | I      | II     | III    | IV     | P.I    | P.II   | P.III  | P.IV   |                                                          |                                                          |                                                                                   |
| ------- | ------ | ------ | ------ | ------ | ------ | ------ | ------ | ------ | ------ | -------------------------------------------------------- | -------------------------------------------------------- | --------------------------------------------------------------------------------- |
| 2008/09 |        |        |        |        |        |        | 5      |        |        | Tweede Prov. Namen                                       | 49                                                       |                                                                                   |
| 2009/10 |        |        |        |        |        |        | 1      |        |        | Tweede Prov. Namen                                       | 70                                                       |                                                                                   |
| 2010/11 |        |        |        |        |        | 5      |        |        |        | Eerste Prov. Namen                                       | 47                                                       |                                                                                   |
| 2011/12 |        |        |        |        |        | 4      |        |        |        | Eerste Prov. Namen                                       | 49                                                       |                                                                                   |
| 2012/13 |        |        |        |        |        | 7      |        |        |        | Eerste Prov. Namen                                       | 43                                                       |                                                                                   |
| 2013/14 |        |        |        |        |        | 5      |        |        |        | Eerste Prov. Namen                                       | 48                                                       |                                                                                   |
| 2014/15 |        |        |        |        |        | 1      |        |        |        | Eerste Prov. Namen                                       | 70                                                       |                                                                                   |
| 2015/16 |        |        |        |        | 16     |        |        |        |        | Vierde Klasse D                                          | 11                                                       |                                                                                   |
|         | 1A     | 1B     | 1Am    | 2Am    | 3Am    | P.I    | P.II   | P.III  | P.IV   | Vanaf 2016-17 zijn er 3 nationale en 2 regionale niveaus | Vanaf 2016-17 zijn er 3 nationale en 2 regionale niveaus | Vanaf 2016-17 zijn er 3 nationale en 2 regionale niveaus                          |
| 2016/17 |        |        |        |        |        | 10     |        |        |        | Eerste Prov. Namen                                       | 37                                                       |                                                                                   |
| 2017/18 |        |        |        |        |        | 5      |        |        |        | Eerste Prov. Namen                                       | 52                                                       | In interporvinciale eindronde verloren van CS Wépion (3-3, na penalty's verloren) |
| 2018/19 |        |        |        |        |        | 2      |        |        |        | Eerste Prov. Namen                                       | 63                                                       |                                                                                   |
| 2019/20 |        |        |        |        |        | 5      |        |        |        | Eerste Prov. Namen                                       | 36                                                       | Competitie vroegtijdig stopgezet omwille van coronapandemie                       |
| 2020/21 |        |        |        |        |        | 6      |        |        |        | Eerste Prov. Namen                                       | 6                                                        | Competitie vroegtijdig stopgezet omwille van coronapandemie                       |
| 2021/22 |        |        |        |        |        | 5      |        |        |        | Eerste Prov. Namen                                       | 53                                                       |                                                                                   |
| 2022/23 |        |        |        |        |        | 2      |        |        |        | Eerste Prov. Namen                                       | 72                                                       |                                                                                   |
| 2023/24 |        |        |        |        |        | 3      |        |        |        | Eerste Prov. Namen                                       | 56                                                       |                                                                                   |
| 2024/25 |        |        |        |        | 10     |        |        |        |        | Derde Afdeling ACFF A                                    | 26                                                       |                                                                                   |
| 2025/26 |        |        |        |        |        |        |        |        |        | Derde afdeling ACCF A                                    |                                                          |                                                                                   |

### Resultaten Dames
| Seizoen | Niveau | Niveau | Niveau | Niveau | Competitie               | Ptn. | Opmerkingen                                     | Beker van België |
| Seizoen | I      | II     | III    | P1     | Competitie               | Ptn. | Opmerkingen                                     | Beker van België |
| ------- | ------ | ------ | ------ | ------ | ------------------------ | ---- | ----------------------------------------------- | ---------------- |
| 2018/19 |        |        |        | 1      | Eerste Provinciale Namen | 54   | Kampioen                                        | -                |
| 2019/20 |        |        | 8      |        | Tweede Klasse B          | 22   | Competitie vroegtijdig afgerond wegens Covid-19 | -                |
| 2020/21 |        |        | -      |        | Tweede Klasse B          | -    | Competitie geschrapt wegens Covid-19            | -                |
| 2021/22 |        |        | 8      |        | Tweede Klasse B          | 32   |                                                 | R3               |
| 2022/23 |        |        | 5      |        | Tweede Klasse B          | 52   |                                                 | R3               |
| 2023/24 |        |        | 2      |        | Tweede Klasse ACFF       | 56   | Promotie                                        | R2               |
| 2024/25 |        | 15     |        |        | Eerste Klasse            | 14   |                                                 | 1/16 finale      |
| 2025/26 |        |        |        |        | Interprovinciale ACFF    |      |                                                 |                  |